# Zapasy na Letnich Igrzyskach Olimpijskich 1932 – kategoria do 87 kg w stylu klasycznym
Zmagania mężczyzn do 87 kg to jedna z siedmiu męskich konkurencji w zapasach w stylu klasycznym rozgrywanych podczas Letnich Igrzysk Olimpijskich 1932. Pojedynki w tej kategorii wagowej odbyły się w dniach 4 – 7 sierpnia.

## Klasyfikacja[1]
| Pos. | Zawodnik        | Kraj      |
| ---- | --------------- | --------- |
| 1    | Rudolf Svensson | Szwecja   |
| 2    | Onni Pellinen   | Finlandia |
| 3    | Mario Gruppioni | Włochy    |

## Zasady[2]
Punktacja opierała się na systemie "złych punktów karnych". Zwycięzca otrzymywał zero punktów za wygraną przez "tusz" (łopatki), a jeden za zwycięstwo decyzją trzech sędziów. Za porażkę na punkty zawodnik otrzymywał trzy punkty. Uzyskanie pięciu lub więcej punktów eliminowało zapaśnika z turnieju.   

## Wyniki

### Pierwsza runda[3]
| Zwycięzca       | Punkty karne | Wynik     | Przegrany     | Punkty karne |
| --------------- | ------------ | --------- | ------------- | ------------ |
| Rudolf Svensson | 1            | Na punkty | Onni Pellinen | 3            |
| Mario Gruppioni | 0            | -         | Bez walki     |              |

### Druga runda[4]
| Zwycięzca       | Punkty karne | Wynik   | Przegrany       | Punkty karne |
| --------------- | ------------ | ------- | --------------- | ------------ |
| Onni Pellinen   | 4            | Łopatki | Mario Gruppioni | 3            |
| Rudolf Svensson | 1            | -       | Bez walki       |              |

### Trzecia runda[5]
| Zwycięzca       | Punkty karne | Wynik   | Przegrany       | Punkty karne |
| --------------- | ------------ | ------- | --------------- | ------------ |
| Rudolf Svensson | 1            | Łopatki | Mario Gruppioni | 6            |
| Onni Pellinen   | 4            | -       | Bez walki       |              |